# Ozarkia archeri
Espèce
Synonymes
- Leptoneta archeri Gertsch, 1974
- Neoleptoneta archeri (Gertsch, 1974)

Ozarkia archeri est une espèce d'araignées aranéomorphes de la famille des Leptonetidae.

## Distribution
Cette espèce est endémique d'Alabama aux États-Unis. Elle se rencontre vers Alberta City dans le comté de Tuscaloosa.

## Description
Le mâle holotype mesure 1,12 mm.

## Étymologie
Cette espèce est nommée en l'honneur d'Allan Frost Archer.

## Publication originale
- Gertsch, 1974 : The spider family Leptonetidae in North America. Journal of Arachnology, vol. 1, no 3, p. 145-203 (texte original).